# ロミナ・パワー
ロミナ・パワー（Romina Power、1951年10月2日 - ）は、アメリカ合衆国カリフォルニア州ロサンゼルス生まれの女優、歌手。

## 来歴
米国カリフォルニア州ロサンゼルスで生まれる。父は「ハリウッド・キング」と冠された名優タイロン・パワー(映画『怪傑ゾロ』の主人公など)。母はメキシコの女優リンダ・クリスチャン。祖父はタイロン・パワー・シニア。メキシコやイギリス、イタリアで育つ。1965年にイタリアの映画で女優デビューした。それから『哀愁のみずうみ』、『シューベルト物語』、『イタリア式愛のテクニック』といったような映画に出演。さらに1969年公開の映画『マルキ・ド・サドのジュスティーヌ』にクラウス・キンスキーと共演を果たして主役ジュスティーヌを演じる。

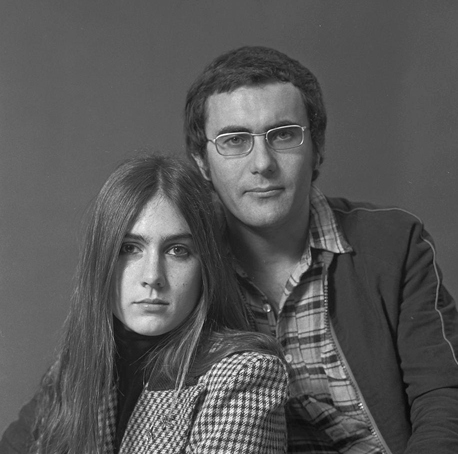
ロミナ・パワー、アル・バーノ (右)1976年

歌手としては1960年代後半にイタリアで「Acqua di mare」、「Messaggio」などシングル数曲を発表したあと、1970年にデビューアルバム『12canzoni e una poesia』をリリースした。映画で共演したアル・バーノと18歳の時に結婚。1975年にアルバーノとカップルで結成した音楽ユニットで国際的に成功を果たす。ユーロビジョン・ソング・コンテストにイタリア代表で2度出演を果たした。1980年代の初めにリリースされたシングル「Ci sara」や「Felicità」、「Sharazan」は国際的代表曲である。

## 出演作品

### 映画
- イタリア式愛のテクニック Come imparai ad amare le donne (1966)
- 哀愁のみずうみ Vingt-Quatre Heures de la vie d'une femme (1968)
- マルキ・ド・サドのジュスティーヌ Marquis de Sade: Justine (1969)
- シューベルト物語 Angeli senza paradiso (1970)
- ナイトメア・アリー Nightmare Alley (2021)

## 音楽

### ソロアルバム
- 12 canzoni e una poesia (1970)
- Ascolta, ti racconto di un amore... (1974)
- Con un paio di blue jeans (1975)

### アルバム (アル・バーノと共作)
- Atto l (1975)
- 1978 (1977)
- Aria pura (1979)
- Felicità (1982)
- Che angelo sei (1982)
- Effetto amore	(1984)
- Sempre sempre(1986)
- Libertà!(1987)
- Fragile (1988)
- Fotografia di un momento (1990)
- Corriere di Natale (1990)
- Notte e giorno (1993)
- Emozionale (1995)